# روبرتا فلک

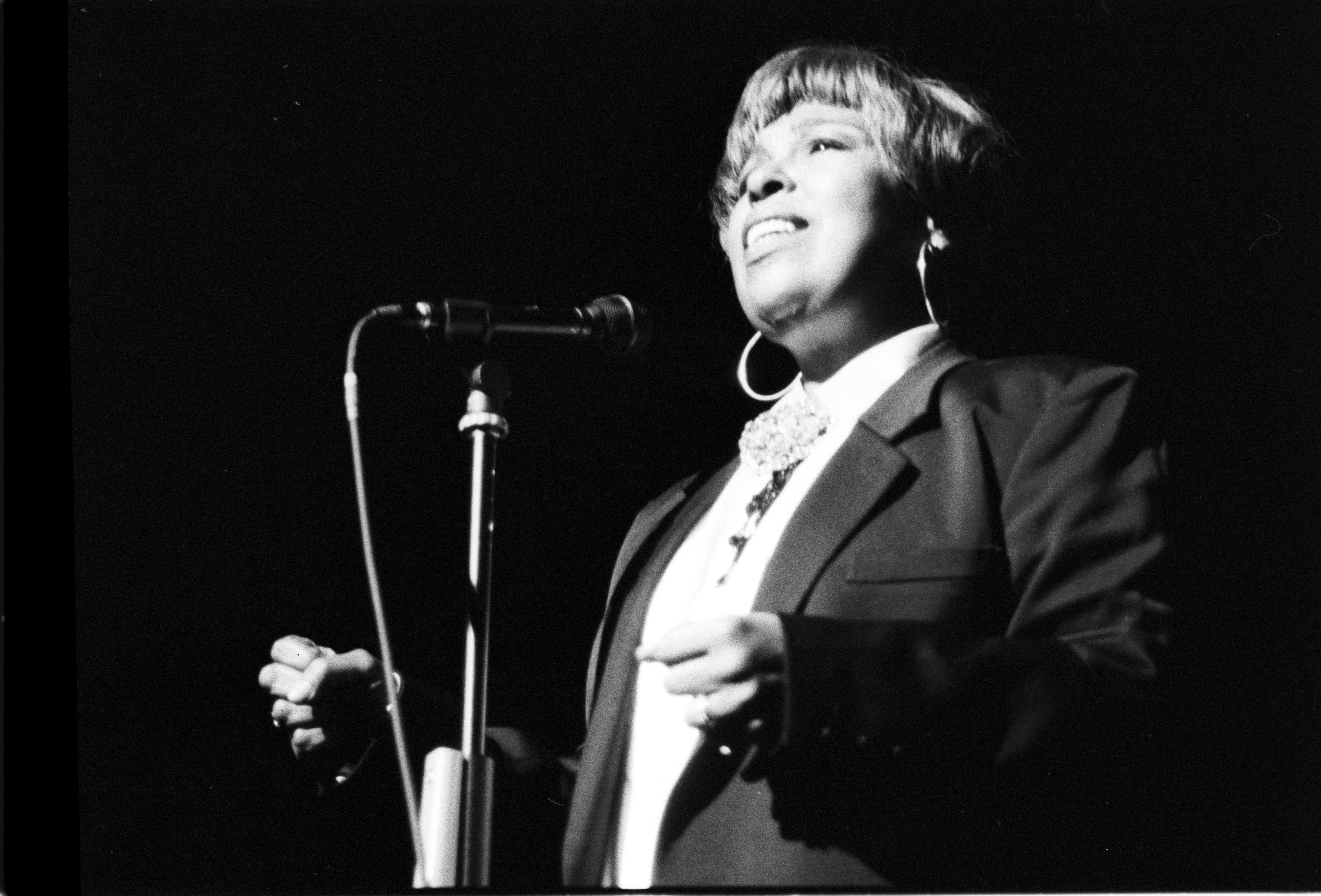

روبرتا فلک (به انگلیسی: Roberta Flack) ۱۰ فوریه ۱۹۳۷ – ۲۴ فوریه ۲۰۲۵) خوانندهٔ سبک ریتم اند بلوز و سول اهل ایالات متحده آمریکا بود.
او با دانی هاتاوی دوره تولید آهنگ موفقیت‌آمیزی را در دهه ۱۹۷۰ داشت.
او برندهٔ جایزه گرمی نیز گردید.
فلک در ۲۴ فوریهٔ ۲۰۲۵در راهِ بیمارستانی در منهتن بر اثر ایست قلبی درگذشت. او ۸۸ ساله بود.